# José Tomás Boves
José Tomás Boves (Oviedo, Astúrias, 18 de setembro de 1782 – Anzoátegui, Venezuela, 5 de dezembro de 1815)  foi um caudilho monarquista dos Llanos durante a Guerra da Independência da Venezuela, particularmente lembrado por seu uso de brutalidade e atrocidades contra aqueles que o apoiaram Independência da Venezuela. Embora nominalmente pró-espanhol, Boves mostrou pouca deferência a qualquer autoridade superior e conduziu de forma independente sua própria campanha militar e agenda política.

## Juventude
Tendo perdido o pai aos 4 anos, foi criado pela mãe solteira, que trabalhava como costureira e empregada doméstica. Aos 16 anos Boves obteve a licença de piloto na marinha mercante, ingressando posteriormente na empresa Pla y Portal, que negociava entre a Espanha e as Américas. Ele foi condenado por contrabando na Venezuela e sentenciado à prisão, mas por intercessão de outros asturianos residentes na Venezuela, que também trabalhavam para Pla y Portal, sua sentença foi comutada para exílio interno em Calabozo. Lá ele se tornou um comerciante, e uma vez que sua sentença foi concluída, ele fez negócios com pecuária, negócio que lhe permitiu familiarizar-se muito com os vastos campos venezuelanos e com a sua gente.

## Campanhas militares
Como acontecia com a maioria dos residentes da Venezuela na época, Boves apoiou as juntas estabelecidas na Venezuela em 1810, criadas após a notícia de que a Suprema Junta Central reinante na Espanha havia se dissolvido devido aos avanços franceses no sul da Espanha. Suas atividades contra a República começaram somente após as incursões de Domingo de Monteverde ao centro da Venezuela. Ele se juntou às forças de Monteverde quando eles assumiram Calabozo em maio de 1812 e foi nomeado comandante de Calabozo em janeiro de 1813. Ele participou das tentativas malsucedidas de impedir Santiago Mariño. Após a invasão do leste da Venezuela, e após o colapso do governo monarquista, ele recebeu permissão temporária de seu superior, o marechal de campo Juan Manuel Cajigal para agir por conta própria.
Deste ponto em diante, ele nunca reconheceu nenhuma autoridade superior. Fazendo uso de seu conhecimento sobre os llanos, ele reuniu um grande exército de llaneros, a maioria dos quais eram pardos (mestiços), e dominou o sul do país pelos próximos dois anos até sua morte. Ele viveu entre seus soldados e se expôs aos mesmos riscos em batalha que eles, ganhando assim sua extrema lealdade. Embora nominalmente monarquista, Boves virou a velha ordem colonial de cabeça para baixo. Ele ignorou Cajigal, que em 1814 era capitão-geral, mesmo quando eles estavam em campanha juntos, e nomeou comandantes políticos e militares de sua própria escolha. Ainda mais longe de sua mente estava a Constituição Espanhola de 1812, que deveria estar em vigor na Venezuela nessa época. O mais impressionante para seus contemporâneos, no entanto, foi que ele permitiu que seus soldados llanero se engajassem em uma guerra de classes e raças contra as classes latifundiárias e urbanas da Venezuela, preenchendo o temor dos últimos, desde 1810, de que a revolução pudesse se transformar em outra Revolução Haitiana. O exército de Boves passou a ser temido por seu uso liberal de pilhagem e execuções sumárias, que se tornou notório mesmo neste período, quando tais ações eram comuns em ambos os lados do conflito.

Ao longo da segunda metade de 1813, Boves e seu exército assaltaram a Segunda República em uma série de batalhas, mas sem nenhum ganho claro até a Batalha de La Puerta em 15 de junho de 1814. Ele capturou Valência e Caracas no mês seguinte. Ele morreu aos 32 anos em 5 de dezembro de 1814 na Batalha de Urica, que suas tropas venceram. O comando de suas tropas passou para Francisco Tomás Morales. Suas ações estabeleceram as bases para que a força expedicionária de Pablo Morillo ocupasse a Venezuela com facilidade e gastasse seus enormes recursos na vizinha Nova Granada. Os monarquistas continuariam a controlar a Venezuela até 1821.